# 꾸러미 (기하학)
기하학에서, 꾸러미(영어: pencil 펜슬[*])는 1차원 동차좌표로 매개 변수화되는 기하학적 대상들의 집합을 뜻한다. 직선 꾸러미, 평면 꾸러미, 이차 곡선 꾸러미, 이차 곡면 꾸러미 등이 있다. 예를 들어, 서로 다른 두 직선 {\displaystyle l}, {\displaystyle l'}으로 정의되는 직선 꾸러미는 다음과 같다.
{\displaystyle \lambda l+\lambda 'l'}
여기서 {\displaystyle (\lambda ,\lambda ')}는 1차원 동차좌표들을 아우른다. 사영 기하학의 관점에서, 평면 속 직선이나 이차 곡선, 또는 공간 속 평면이나 이차 곡면들은 각자 사영 공간을 이루며, 꾸러미는 이 사영 공간 속의 (사영) 직선이다.

## 참고 문헌
1. ↑  Berger, Marcel (1987). 《Geometry I》. Universitext (영어). 번역 Cole, Michael; Levy, Silvio. Berlin, Heidelberg: Springer. doi:10.1007/978-3-540-93815-6. ISBN 978-3-540-11658-5. ISSN 0172-5939.
2. ↑  Berger, Marcel (1987). 《Geometry II》. Universitext (영어). 번역 Cole, Michael; Levy, Silvio. Berlin, Heidelberg: Springer. doi:10.1007/978-3-540-93816-3. ISBN 978-3-540-17015-0. ISSN 0172-5939.